# Thomas Rowlandson
Thomas Rowlandson (Londres, 13 de julho de 1756 – Londres, 21 de abril de 1827) foi um desenhista inglês.

## Biografia
Rowlandson nasceu em Old Jewry , na cidade de Londres . Ele foi batizado em 23 de julho de 1757 em St Mary Colechurch , Londres, filho de William e Mary Rowlandson. O registro de batismo de Santa Maria, agora nos arquivos de Londres, dá claramente sua data de nascimento em 13 de julho de 1757, não em 1756, como consta na maioria das biografias anteriores.  Seu pai, William, havia sido tecelão, mas mudou-se para o comércio de suprimentos para a indústria têxtil e, depois de se estender demais, foi declarado falido em 1759. A vida tornou-se difícil para William em Londres e, no final de 1759, ele mudou sua família para Richmond, North Yorkshire. O tio de Thomas, James, morreu em 1764, e sua viúva Jane provavelmente forneceu os fundos e acomodações que permitiram a Thomas frequentar a escola em Londres. 
Rowlandson foi educado na escola do Dr. Barvis em Soho Square , então "uma academia de alguma celebridade", onde um de seus colegas era Richard Burke, filho do político Edmund Burke . Quando estudante, Rowlandson "desenhava personagens engraçados de seu mestre e muitos de seus alunos antes dos dez anos de idade", cobrindo as margens de seus livros escolares com suas obras de arte. 
Em 1765 ou 1766 ele começou na Soho Academy.  Não há nenhuma evidência documental de que Rowlandson tenha tido aulas de desenho na escola voltada principalmente para negócios, mas parece provável que, ao deixar a escola em 1772, ele se tornou um aluno da Royal Academy .  De acordo com seu obituário de 22 de abril de 1827 no The Gentleman's Magazine, Rowlandson foi enviado a Paris aos 16 anos (1772) e passou dois anos estudando em uma "academia de desenho".  lá. Em Paris, ele estudou desenho "a figura humana" e continuou desenvolvendo sua habilidade juvenil em caricatura .  Foi em seu retorno a Londres que ele teve aulas na Royal Academy, então baseado em Somerset House . 
Rowlandson passou seis anos estudando na Royal Academy, mas cerca de um terço desse tempo foi gasto em Paris , onde ele pode ter estudado com Jean-Baptiste Pigalle .  Mais tarde, ele fez viagens frequentes ao continente, enriquecendo seus portfólios com numerosos esboços de vida e caráter. Em 1775, ele exibiu um desenho de Dalilah Payeth Sampson a Visit enquanto estava na prisão de Gaza na Royal Academy e dois anos depois recebeu uma medalha de prata por uma figura em baixo-relevo. Ele foi falado como um aluno promissor. Com a morte de sua tia, ele herdou £ 7.000 com os quais mergulhou nas dissipações da cidade e era conhecido por sentar-se à mesa de jogo por 36 horas seguidas. 
Com o tempo, a pobreza o alcançou; e a amizade e os exemplos de James Gillray e Henry William Bunbury parecem ter sugerido a caricatura como meio de ganhar a vida. Seu desenho de Vauxhall , exibido na exposição da Royal Academy de 1784, foi gravado por Pollard e a impressão foi um sucesso. Rowlandson foi amplamente empregado por Rudolph Ackermann , o editor de arte, que em 1809 - publicou em sua revista poética The Schoolmaster's Tour - uma série de placas com versos ilustrativos do Dr. William Combe . Eles foram os mais populares dos trabalhos do artista. Novamente gravado pelo próprio Rowlandson em 1812, e emitido sob o título deTour do Dr Syntax em Busca do Pitoresco, eles alcançaram uma quinta edição em 1813, e foram seguidos em 1820 pelo Dr Syntax em Busca de Consolação, e em 1821 pelo Terceiro Tour do Dr Syntax em Busca de uma Esposa .  Ele também produziu um conjunto de gravuras e xilogravuras eróticas. 
A mesma colaboração de designer, autor e editor apareceu no English Dance of Death , publicado em 1814–16 e no Dance of Life, 1817. Rowlandson também ilustrou Smollett , Goldsmith e Sterne , e seus designs serão encontrados em The Spirit of Public Journals (1825), The English Spy (1825) e The Humorist (1831).
Jardins Vauxhall (1785). As duas mulheres no centro são Georgiana, Duquesa de Devonshire , e sua irmã Lady Duncannon. O homem sentado à mesa à esquerda é Samuel Johnson , com James Boswell à sua esquerda e Oliver Goldsmith à sua direita. À direita, a atriz e escritora Mary Darby Robinson fica ao lado do príncipe de Gales, mais tarde George IV
Os desenhos de Rowlandson eram geralmente feitos em contorno com a caneta de cana e delicadamente lavados com cores. Eles foram então gravados pelo artista no cobre e depois aquatinted - geralmente por um gravador profissional , as impressões sendo finalmente coloridas à mão. Como designer, ele se caracterizou por sua facilidade e facilidade de desenho. Ele lidava com política com menos frequência do que seu feroz contemporâneo, Gillray, mas geralmente tocava, com um espírito bastante gentil, os vários aspectos e incidentes da vida social. Seu trabalho mais artístico pode ser encontrado entre os desenhos mais cuidadosos de seu período anterior; mas mesmo entre a caricatura exagerada de seu tempo posterior, encontramos indícios de que esse mestre do humor poderia ter alcançado o belo se assim o desejasse. 
Seu trabalho incluiu uma personificação do Reino Unido chamada John Bull , que foi desenvolvida por volta de 1790 em conjunto com outros artistas satíricos britânicos, como Gillray e George Cruikshank . Ele também produziu muitas obras retratando os personagens envolvidos em campanhas eleitorais e reuniões raciais. No entanto, suas obras satíricas da vida nas ruas de Londres, como os "jardins de prazer em Vauxhall, lutando com soldados, estudantes, prostitutas e beldades da sociedade", que exibem observações e comentários sociais agudos, estão entre os melhores. 
As caricaturas de Rowlandson incluem aquelas sobre a profissão médica que se desenvolveu por meio de sua amizade com John Wolcot por volta de 1778. Ele também ganhou dinheiro ilustrando livros de médicos e charlatães.  Mais tarde na vida, ele também produziu caricaturas sobre temas médicos. 
Seu patrono e amigo Matthew Michell colecionou centenas de suas pinturas que Michell exibiu em sua residência de campo, Grove House em Enfield, Middlesex. Após a morte de Michell, seu sobrinho, Sir Henry Onslow, vendeu o conteúdo de Grove House em uma venda de oito dias em novembro de 1818. Uma das pinturas mais conhecidas de Rowlandson é "Hengar House, a sede de Matthw Mitchell [sic] Esqr., Cornwall" (1812), que foi vendido na venda de Sir Richard Onslow, Sotheby's, 15 de julho de 1959. Outra das pinturas de Rowlandson é "Glorious Defeat of the Dutch Navy Octr 10 1797, by Admirals Lord Duncan and Sir Richard Onslow, with a View Drawn no local das seis linhas holandesas de navios de guerra capturados e trazidos para Yarmouth" (1797). Rowlandson também pintou as primeiras cenas de Brightononde a irmã de Michell, Lady Anne Onslow, viveu após a morte de seu marido , Sir Richard Onslow, 1º Baronete . A pintura de Rowlandson "Mr Michell's Picture Gallery at Grove House, Enfild" foi vendida pela Sotheby's, Londres, em 4 de julho de 2002.

Rowlandson morreu em seus aposentos em 1 James Street, Adelphi, Londres, após uma doença prolongada, em 21 de abril de 1827. Ele foi enterrado em St Paul's, Covent Garden em 28 de abril de 1827, aos 69 anos. Alguns autores sugeriram que sua governanta Betsy Winter, que herdou seus pertences, era sua amante, mas isso foi rejeitado por outros.

## Galeria

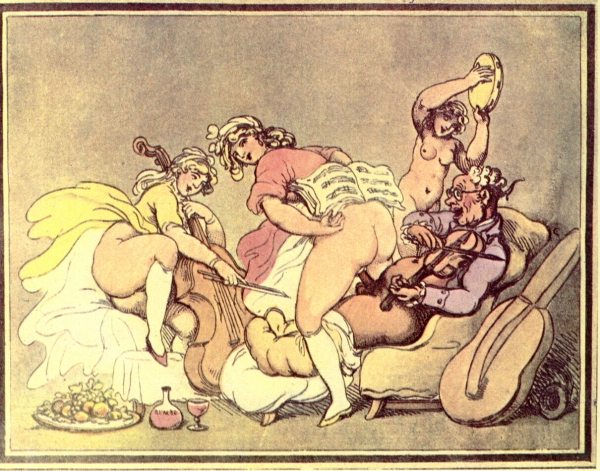
The Concert, after 1812
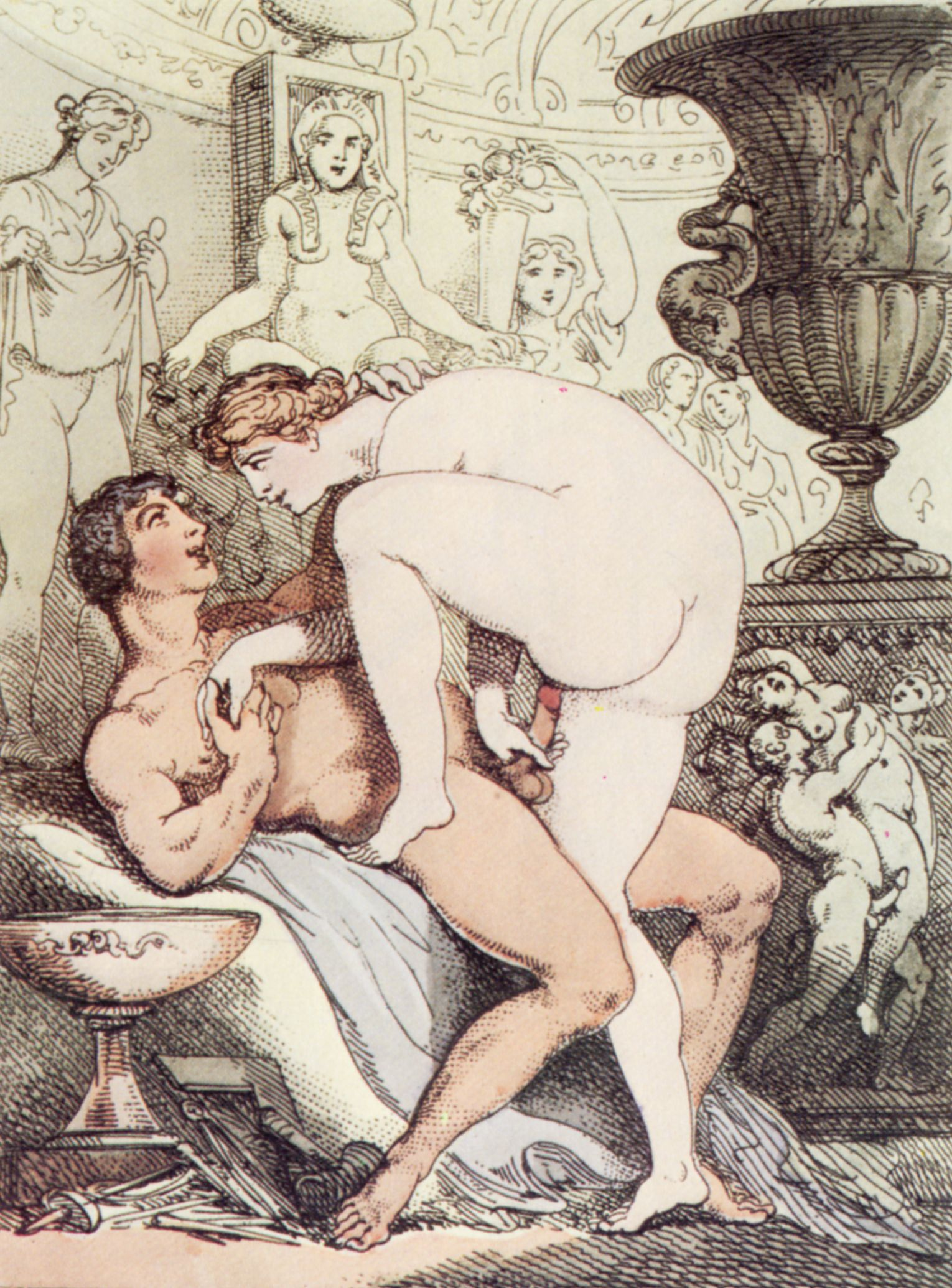
The Modern Pygmalion, after 1812
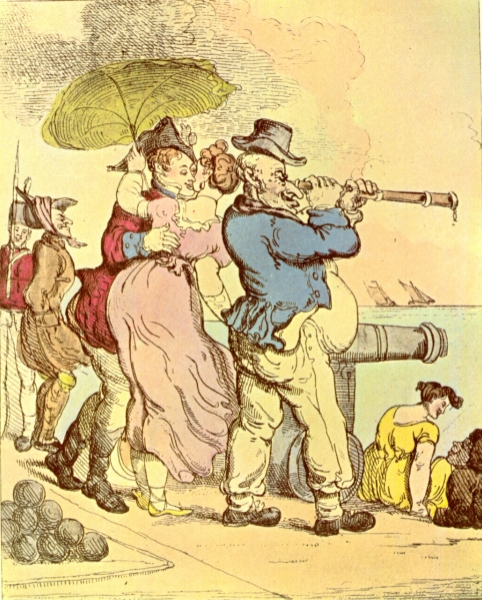
Stolen Kisses
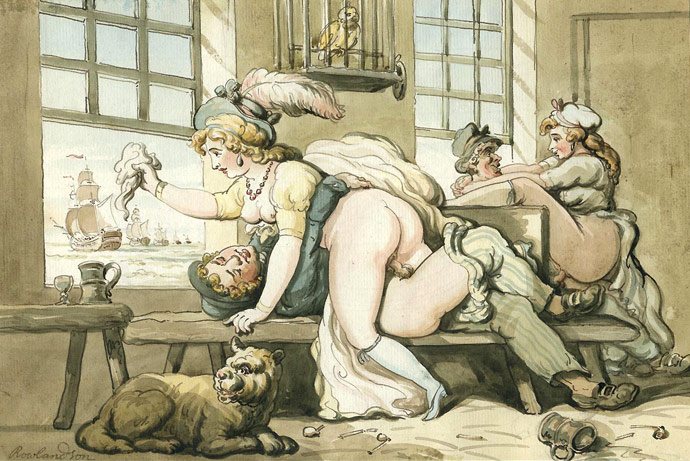
Goodbye
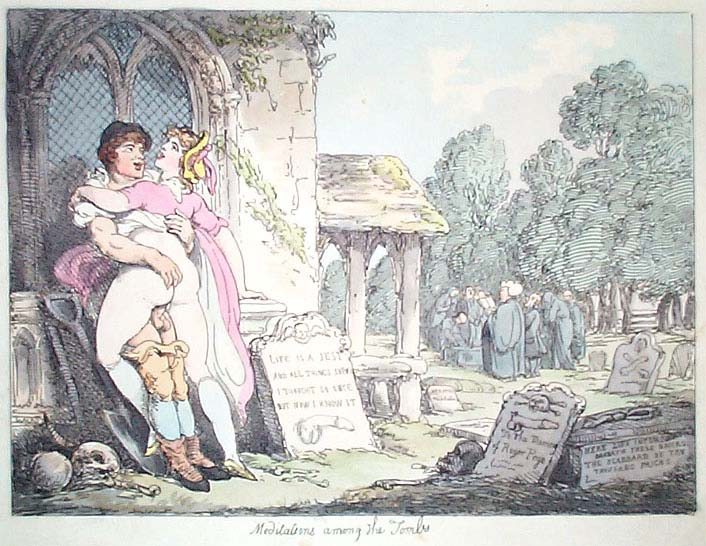
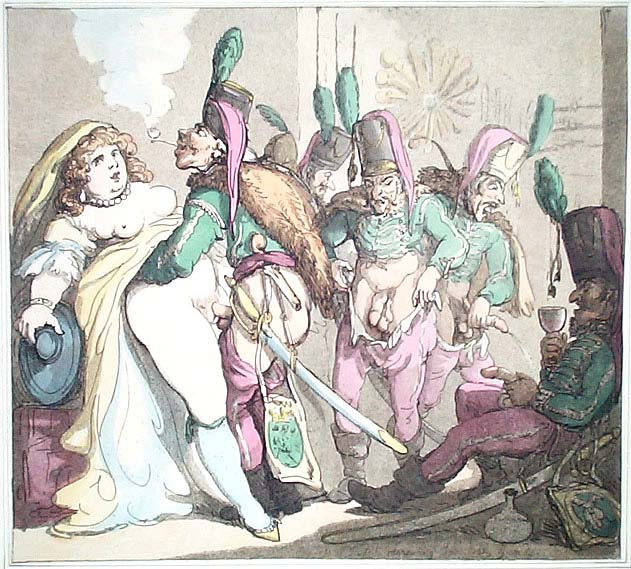
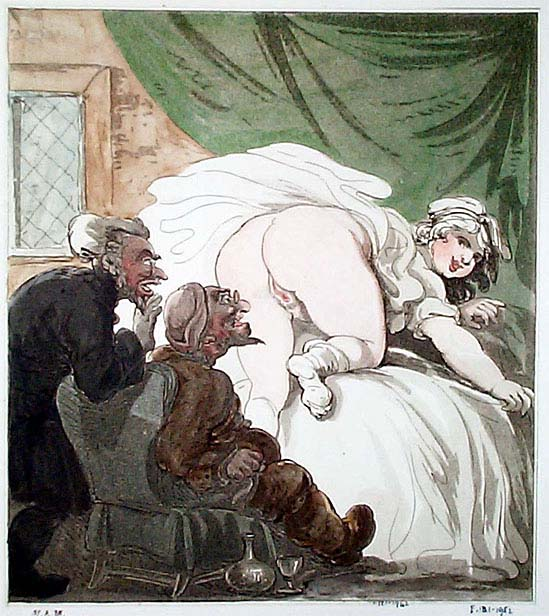
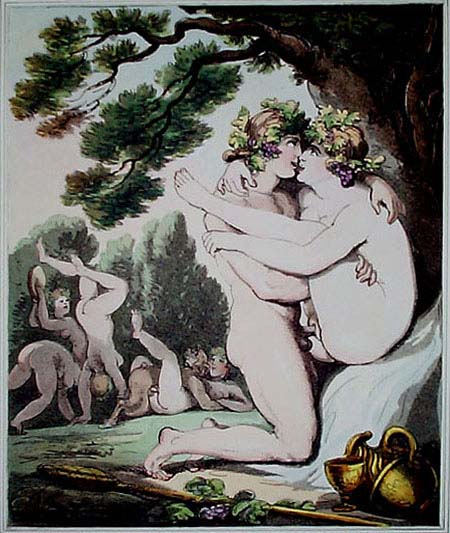
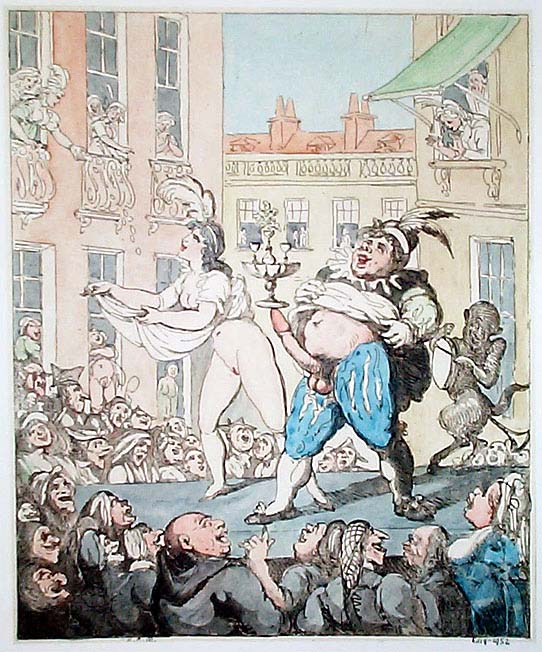
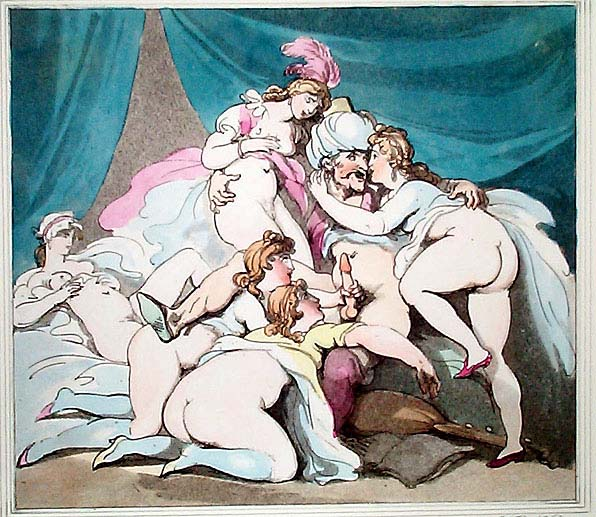
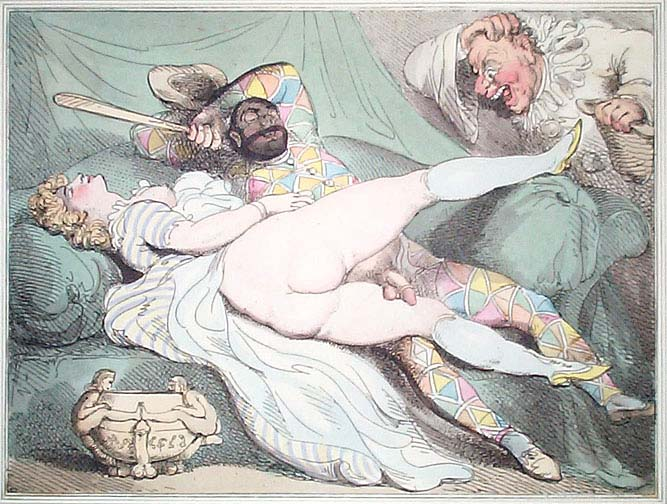
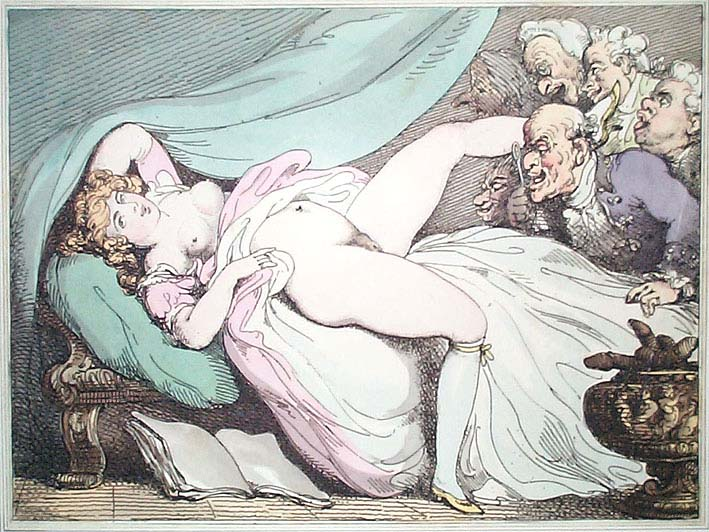